# KTU (muziekgroep)
KTU is een Amerikaans-Finse muziekgroep. De band is ontstaan uit een samenwerkingsverband tussen TU en Kluster. De band speelt  progressieve rock, waarbij het spel van Gunn met zijn Warr-gitaar als leidraad en basis dient. De muziek neigt een beetje naar die van King Crimson, wat niet zo vreemd is omdat Gunn en Mastoletto beiden en tegelijkertijd in die band hebben gespeeld. De accordeon van Kimmo Pohjonen zorgt voor een exotisch tintje.
KTU, waarvan het ontstaan te danken is aan het feit dat Pohjonen in 1999 samen met Gunn en Mastelotto optrad op een festival in Austin, Texas, bestond aanvankelijk uit vier leden, maar aan het album Quiver werkte Kosminen al niet meer mee; hij werd nog wel in het dankwoord genoemd.

## Leden
- Trey Gunn – Warr-gitaar
- Pat Mastelotto – alles wat maar enigszins onder percussie en slagwerk valt
- Kimmo Pohjonen – accordeon
- Samuli Kosminen – samples

## Discografie
- 2005: Eight Armed Monkey
- 2009: Quiver